# Donji Višnjik
Donji Višnjik är ett samhälle i Bosnien och Hercegovina.   Det ligger i entiteten Republika Srpska, i den norra delen av landet, 130 km norr om huvudstaden Sarajevo. Donji Višnjik ligger 163 meter över havet och antalet invånare är 210.
Terrängen runt Donji Višnjik är lite kuperad. Närmaste större samhälle är Derventa, 10,9 km väster om Donji Višnjik. 
Omgivningarna runt Donji Višnjik är en mosaik av jordbruksmark och naturlig växtlighet. Runt Donji Višnjik är det ganska tätbefolkat, med 67 invånare per kvadratkilometer.